# Villa Celiera
Villa Celiera é uma comuna italiana da região dos Abruzos, província de Pescara, com cerca de 890 habitantes. Estende-se por uma área de 12 km², tendo uma densidade populacional de 74 hab/km². Faz fronteira com Carpineto della Nora, Castel del Monte (AQ), Civitella Casanova, Farindola, Montebello di Bertona, Ofena (AQ).

## Demografia
| Variação demográfica do município entre 1861 e 2011                               |
|                                                                                   |
| Fonte: Istituto Nazionale di Statistica (ISTAT) - Elaboração gráfica da Wikipedia |